# Микеле ди Бальдовино
Микеле ди Бальдовино (итал. Michele di Baldovino, также известный, как Мастер креста из Кастельфиорентино; итал. Maestro della Croce di Castelfiorentino) — условное имя итальянского художника, работавшего в Пизе приблизительно в 1240—70-х годах.

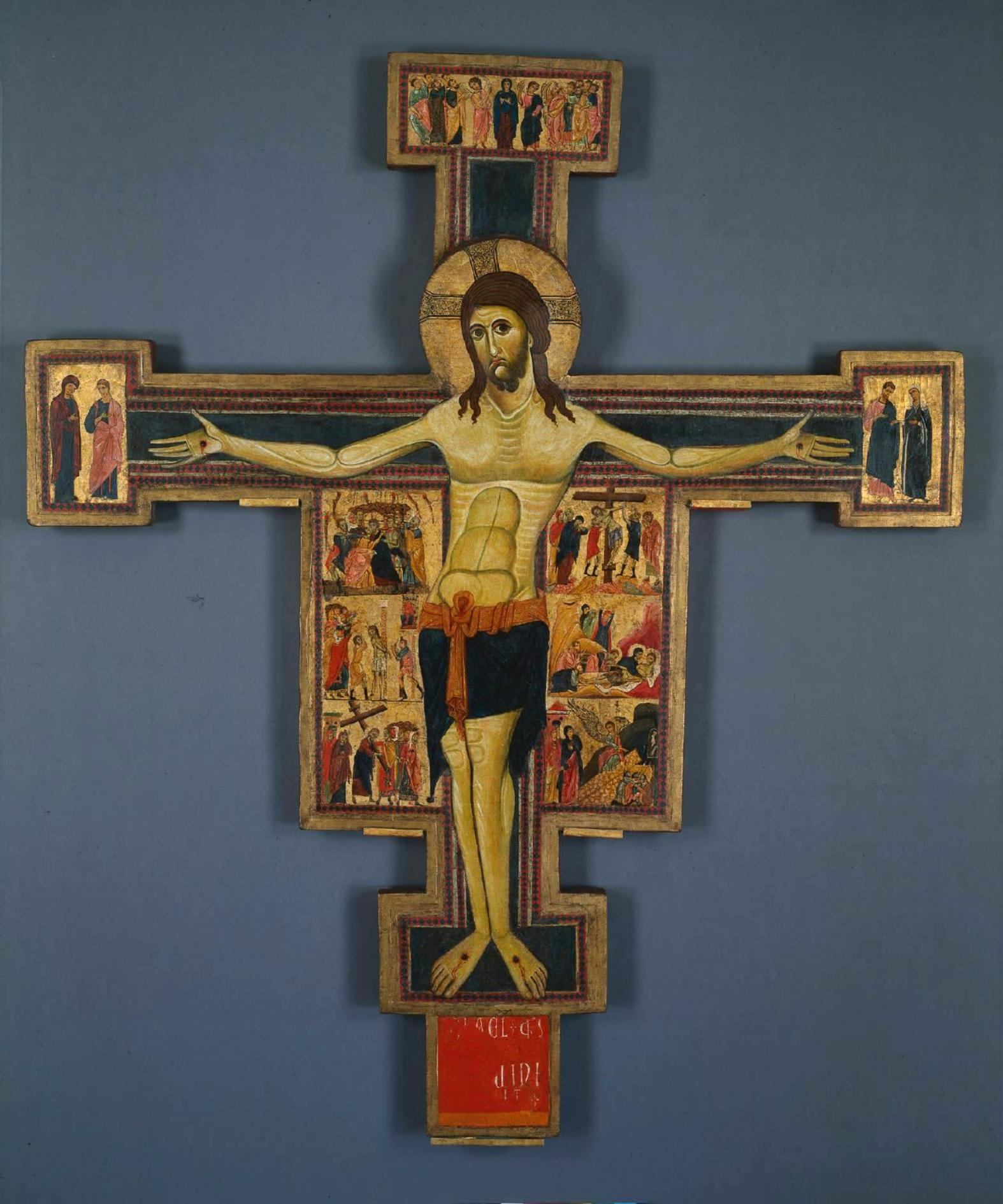
1. Микеле ди Бальдовино. Расписной крест со сценами страстного цикла. ок. 1230-40, Музей искусства, Кливленд

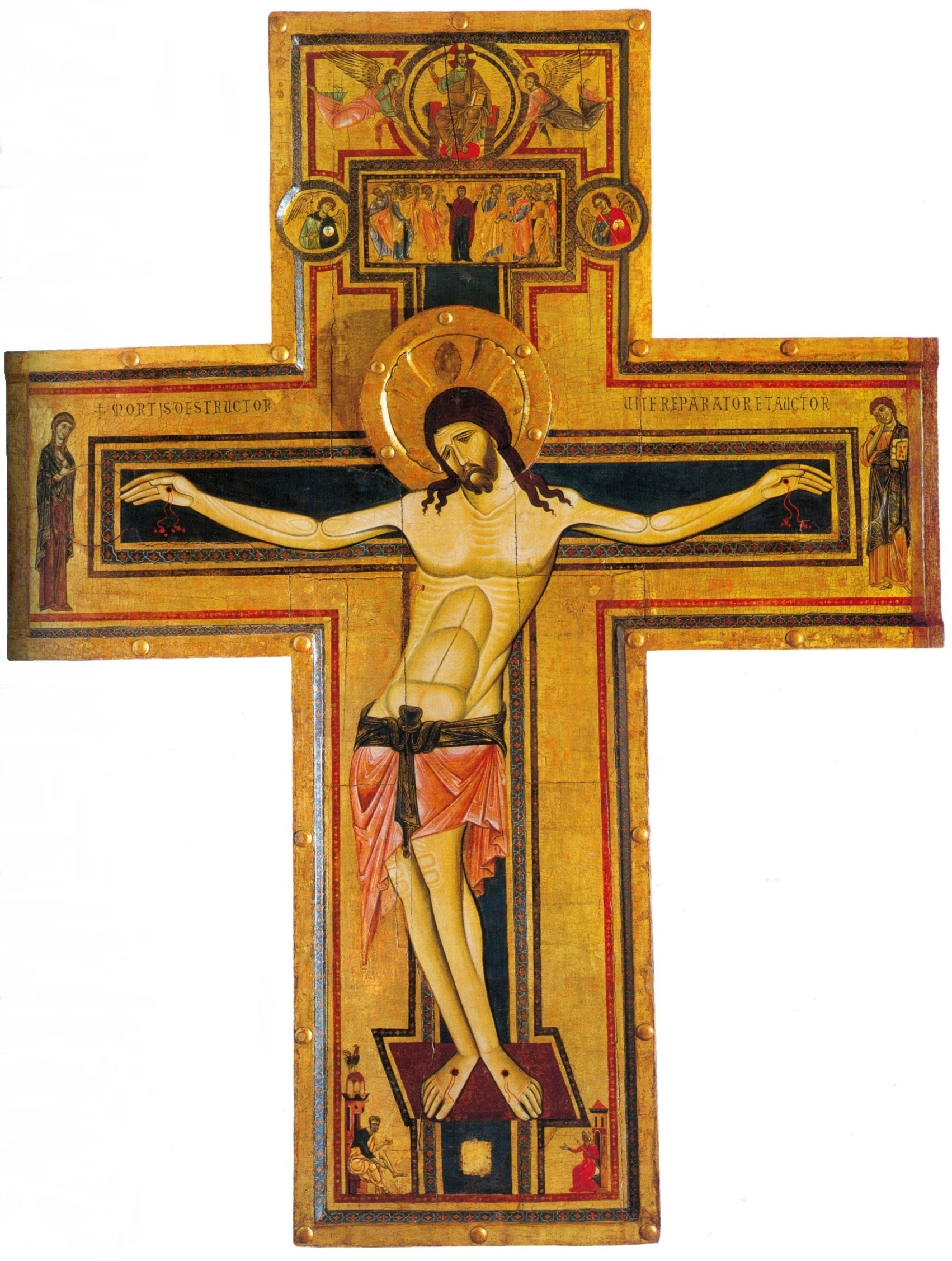
2. Микеле ди Бальдовино, Расписной крест (крест из Сан Пьерино), вторая пол. 13 в., Пиза, ц. Сан Пьетро ин Винкулис

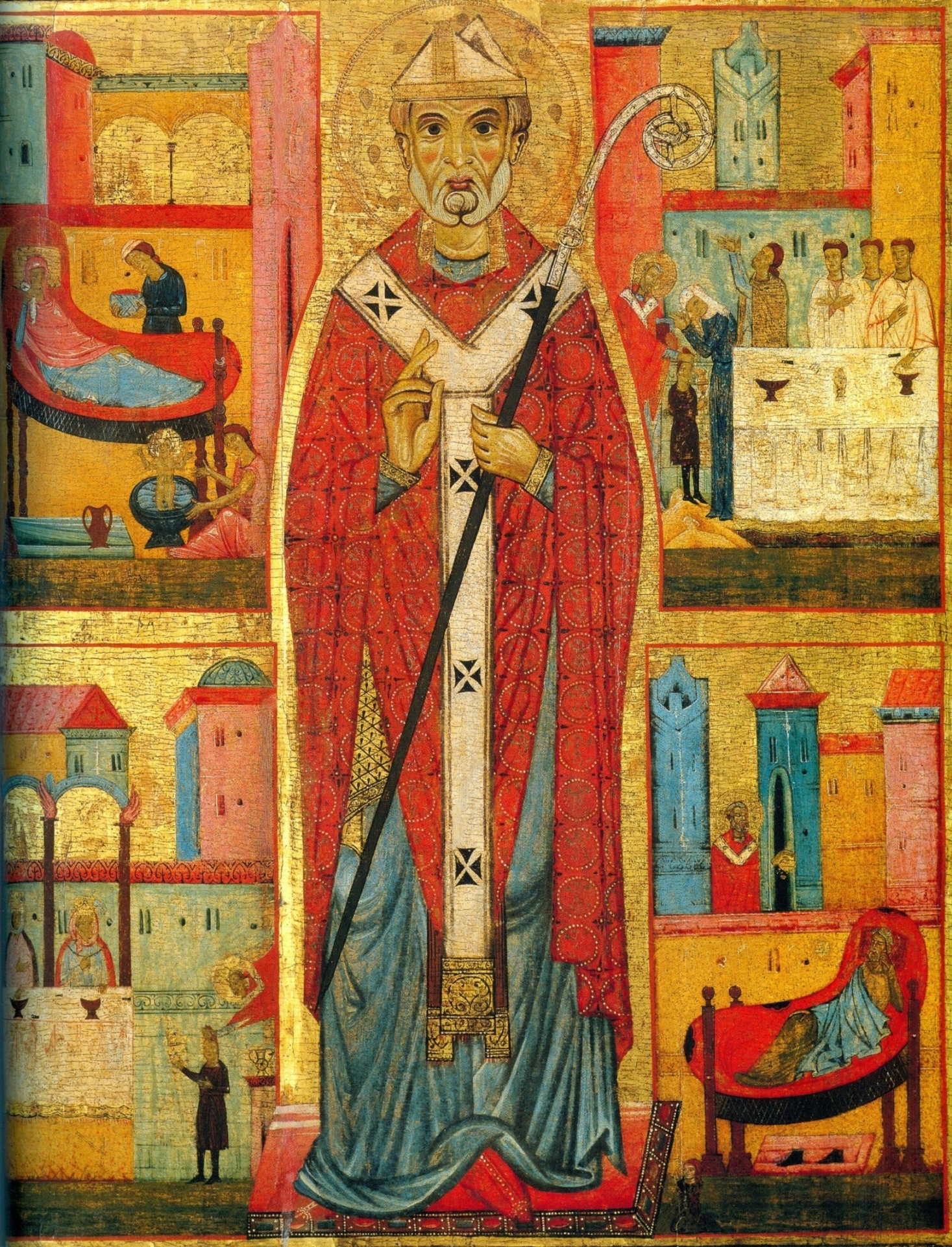
4. Микеле ди Бальдовино. Св. Николай и сцены из его жития. вторая пол. 13в, Печчоли, Ректорат ц. Сан Верано.

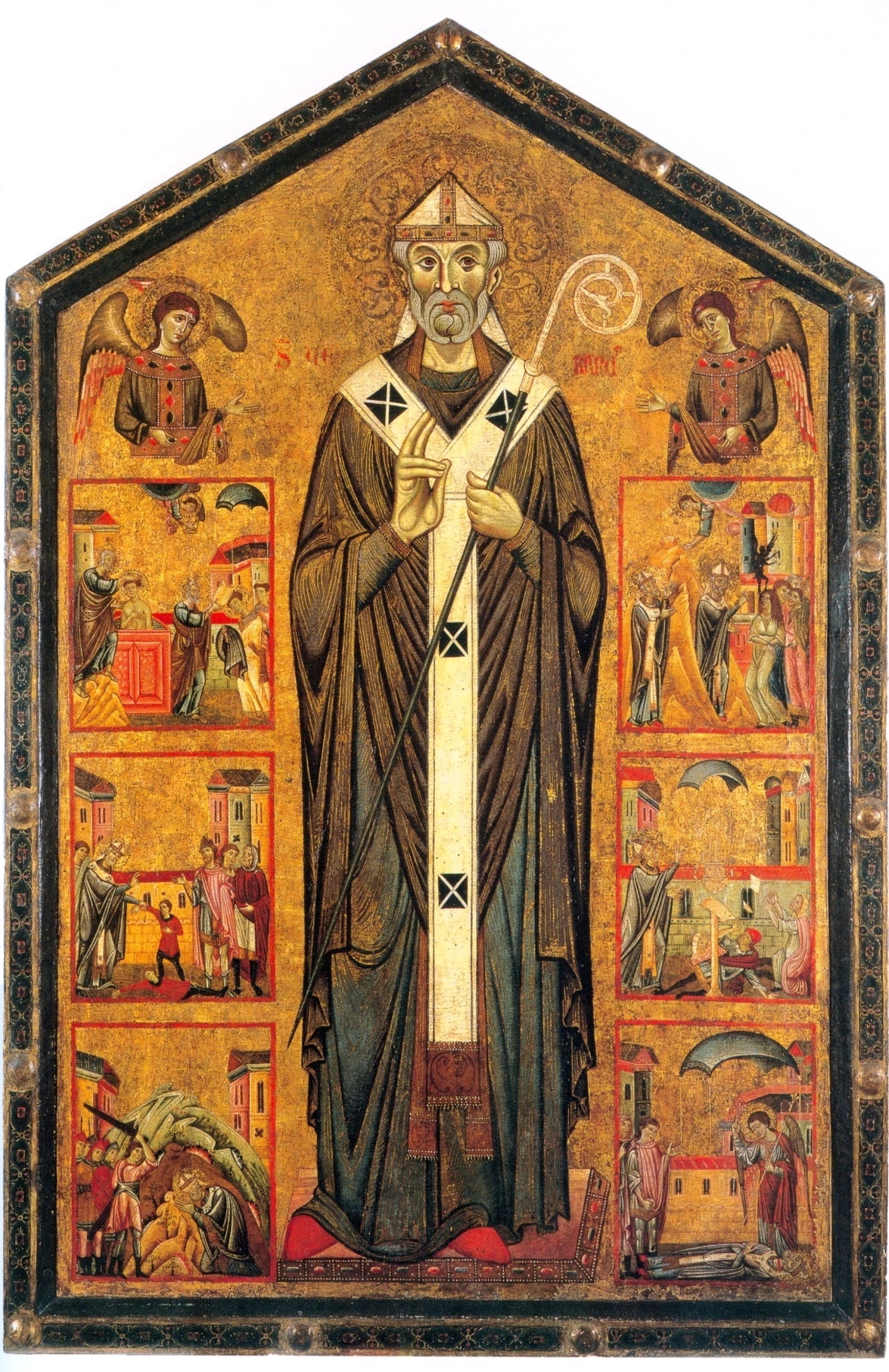
5. Микеле ди Бальдовино, Св. Верано и сцены из его жития. Вторая пол. 13в., Галерея Брера, Милан

## Происхождение имени и особенности творчества
Начало изучения творчества этого художника было положено в 1987 году, когда на выставке в нью-йоркском Музее Метрополитен был показан расписной крест с остатками полустёртой надписи в нижней части. До того крест долго хранился в одной европейской частной коллекции, затем был продан музею Метрополитен, который позднее перепродал его Музею Искусства г. Кливленд. Американский искусствовед Джеймс Стабблбайн, первым изучивший и описавший этот крест, пришёл к заключению, что на его правом луче изображена св. Бона — местная пизанская святая, и предположил, что крест мог быть изготовлен для церкви Св. Мартина в Пизе, где францисканские монахини до сих пор хранят её мощи.
В 1993 году итальянские искусствоведы Антонино Калека и Марияджулия Буррези, изучая этот крест, пришли к выводу, что имя автора, наполовину сохранившееся в нижней части креста — «HAEL Q(uondam)./…VINI…(me pinx)IT», можно интерпретировать разными способами. Имя могло быть как «Михаэль» (Michael) так и «Рафаэль» (Raphael), а патроним мог быть Бальдовино, Бидуино, Ансуино и т. д. В конце концов, исследователи остановились на одном варианте расшифровки: «Микаэль, сын усопшего Бальдовино меня нарисовал». Так появилось имя «Микеле ди Бальдовино», а среди артефактов, сохранившихся в итальянских собраниях, были обнаружены стилистически близкие произведения, которые составили каталог этого художника.
Большую проблему представляет собой хронология атрибутированных мастеру произведений. Найти единую точку зрения в этом вопросе трудно в связи с тем, что в нескольких расписных крестах, приписанных Микеле ди Бальдовино, обнаруживают влияние и современной им византийской живописи, и живописи пизанской, влияние Энрико ди Тедиче и даже Коппо ди Марковальдо. Между Пизой и Византией в XIII веке существовали обширные культурные и торговые связи, множество художественных предметов, включая иконы, поступало из византийской столицы — Константинополя. Творчество Микеле ди Бальдовино пришлось на тот период, когда пизанские художники, используя в качестве матрицы современную им византийскую иконопись, стремились создавать собственные живописные вариации. В ходе творческого процесса они заимствовали друг у друга разные идеи, и это обстоятельство серьёзно осложняет атрибуцию тех или иных произведений XIII века.

## Произведения
Творческое наследие художника состоит из семи работ, шесть из которых имеют стилистические особенности, связывающие их с Расписным крестом из Кливленда.
- 1. «Расписной крест», 185х160 см, Кливленд, Музей искусства. Изображён Christus triumphans (то есть, Христос Торжествующий), в верхней части «Вознесение Марии», на левом и правом лучах «Мадонна и Иоанн Богослов» и «Св. Яков и св. Бона». На табеллоне — шесть сцен из страстного цикла: «Поцелуй Иуды», «Избиение Христа», «Путь на Голгофу», «Снятие с креста», «Оплакивание», «Жёны-мироносицы у гроба».
- 2. «Расписной крест», 280х215 см, ц. Сан Пьетро ин Винкулис, Пиза. Изображён Christus patiens (то есть, Христос Страдающий), в верхней части «Пантократор и два ангела», под ним «Вознесение Марии». На левом и правом лучах креста: Мадонна и Иоанн Креститель. Внизу — «Отречение апостола Петра». Ранее разными экспертами крест приписывали кисти Энрико ди Тедиче, Уголино ди Тедиче, усматривали его связь с искусством семейства Берлингьери. Согласно источникам, этот большой крест в XVIII веке находился в пизанском храме Сан Пьерино, в связи с чем некоторое время его автором считали некоего анонимного «Мастера Сан Пьерино», однако в ходе изучения креста из Кливленда Джеймс Стабблбайн (1987) обнаружил стилистическое сходство между двумя этими произведениями и с тех пор все работы «Мастера Сан Пьерино» перешли в каталог Микеле ди Бальдовино.
- 3. «Расписной крест», 81х66 см, Пиза, ц. Сан Мартино. Изображён Christus patiens (то есть, Христос Страдающий), на табеллоне — Мадонна и Иоанн Креститель. Крест происходит из пизанской церкви Сант Андреа ин Кинсека. Ранее приписывался Мастеру Сан Пьерино (Вавала, 1929; Гаррисон, 1949). Нынешняя атрибуция принадлежит Джеймсу Стабблбайну (1987).
- 4. «Св. Николай и сцены из его жития», 123х101 см, Печчоли, Ректорат церкви Сан Верано. В 1937 году на выставке посвящённой Джотто, произведение было ошибочно обозначено как «Св. Верано и сцены из его жития». Ошибка перешла в труды Э. Гаррисона, который спутал св. Николая со св. Верано. Атрибуция этой работы Микеле ди Бальдовино принадлежит Лоренцо Карлетти (2005). На клеймах изображены сюжеты из жития св. Николая: Рождение св. Николая (он стоит в купели в позе Оранты); внизу — Св. Николай освобождает Адеодатуса от приговора языческого царя, утащив его за волосы; вверху справа — Св. Николай приносит Адеодатуса его родителям, когда отец Адеодатуса принимает пилигримов; внизу — Св. Николай дарит золотые шары трем бедным девушкам, не имевшим приданого (внизу, возле кровати отца девушек, изображена коленопреклонённая женская фигура — возможно, портрет заказчицы картины).
- 5. «Св. Верано и сцены из его жития», 152х97 см, Пинакотека Брера, Милан. Картина происходит из церкви Св. Верано в Печчоли, хотя, возможно, была создана для храма св. Верано в Пизе. Эдвард Гаррисон (1949), первым описавший её, пришёл к выводу, что картина имеет отношение к пизанской живописи и датировал 1270-и годами. Энцо Карли (1994) увидел в ней черты взаимосвязи флорентийской и пизанской живописи 1280-х годов, и предположил, что её автором мог быть какой-то ученик или последователь флорентийца Мельоре. Анджело Тартуфери (1990) и Марияджулия Буррези (2003) считают, что это работа пизанского художника, своей нарративностью перекликающаяся с творчеством Энрико ди Тедиче. Последняя атрибуция (2005) сделана на основании стилистического сходства с крестом из Кливленда. На клеймах изображены сюжеты из жития св. Верано: Св. Пётр крестит святого Верано; Св. Верано изгоняет беса из тела женщины; Св. Верано воскрешает умершего мальчика; Чудо св. Верано в базилике; Усекновение главы св. Верано; Похороны св. Верано.
- 6. «Расписной крест», 152х140,5 см; Пиза, Музей Сан-Маттео. Изображён Christus patiens (то есть, Христос Страдающий), на правом и левом лучах — двое неизвестных святых, на табеллоне — Мадонна и Иоанн Креститель. Крест происходит из пизанской церкви Сан Джованнино деи Кавальери. С начала XX века крест традиционно приписывался пизанской живописи (Сирен, 1914, 1922; Вавала, 1929) и включался в каталог произведений Энрико ди Тедиче. Э. Гаррисон (1949) приписал его создание Мастеру креста из Кастельфиорентино, анонимному художнику, названному так по расписному кресту из Музея в Вольтерре. В фигурах святых на табеллоне видели связь с живописной традицией Лукки, а в фигуре Христа сходство с крестом Коппо ди Марковальдо из музея в Сан Джиминьяно. Последняя атрибуция дана на выставке, состоявшейся в Пизе в 2005 году.
- 7. «Расписной крест», 187х150 см; Пиза, церковь святых Ипполита и Касьяна. Изображён Christus patiens (то есть, Христос Страдающий); в верхней части два ангела; на левом и правом лучах креста двое неизвестных святых; на табеллоне — Мадонна и Иоанн Креститель; у ног Христа — Мария Магдалина. Крест был серьёзно подновлён в конце XVIII века. Э. Гаррисон, исследовавший его в 1949 году, отмечал множественные следы этих подновлений и считал, что крест создан в последней четверти XIII века художником, находившимся под влиянием Джунта Пизано. Последняя атрибуция (2005) сделана на основе сходства с крестом из Кливленда.

## Галерея

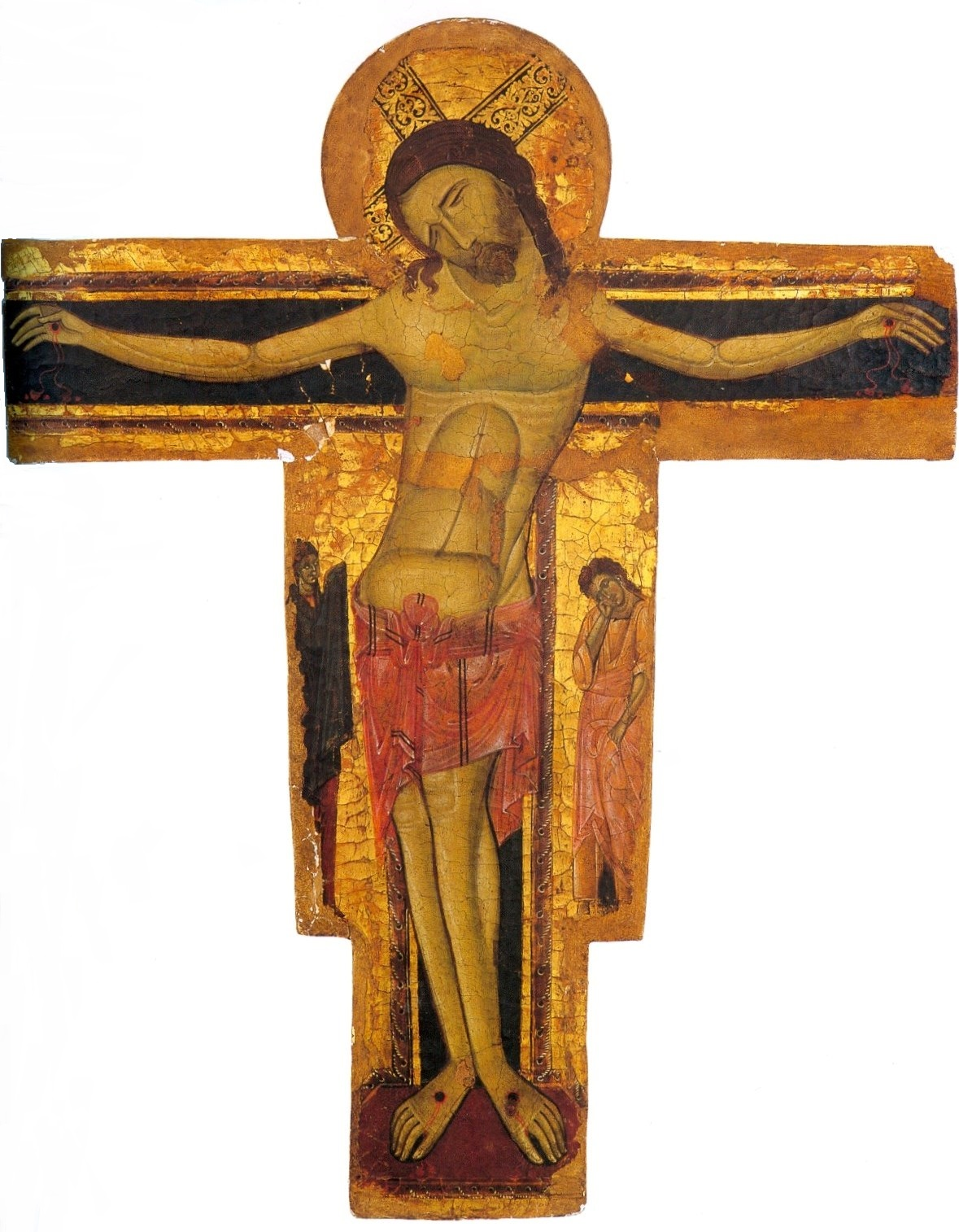
3. Микеле ди Бальдовино. Расписной крест. Вторая пол. 13в., Пиза, ц. Сан Мартино
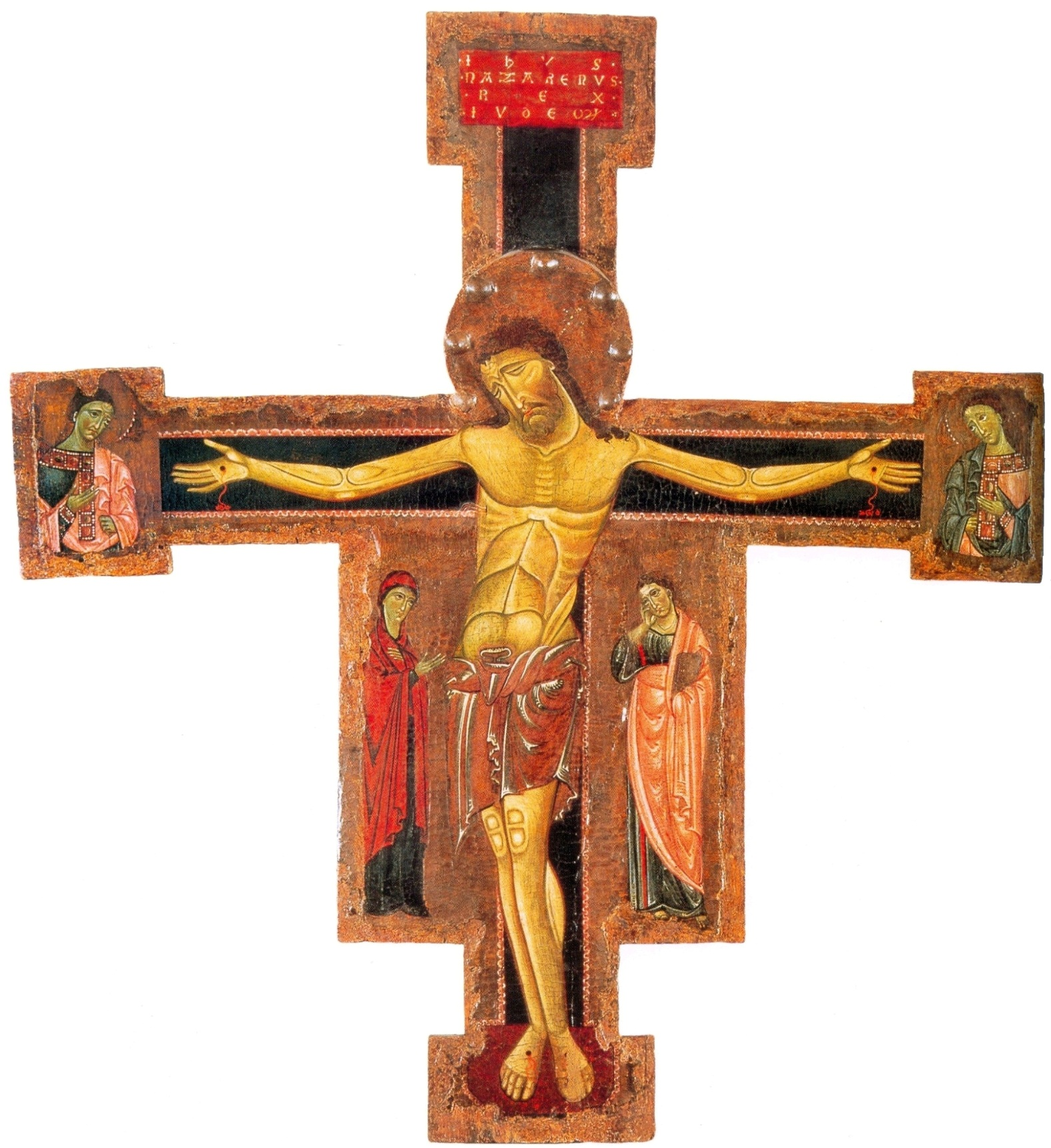
6. Микеле ди Бальдовино. Расписной крест. Вторая пол. 13в., Пиза, Музей Сан Маттео
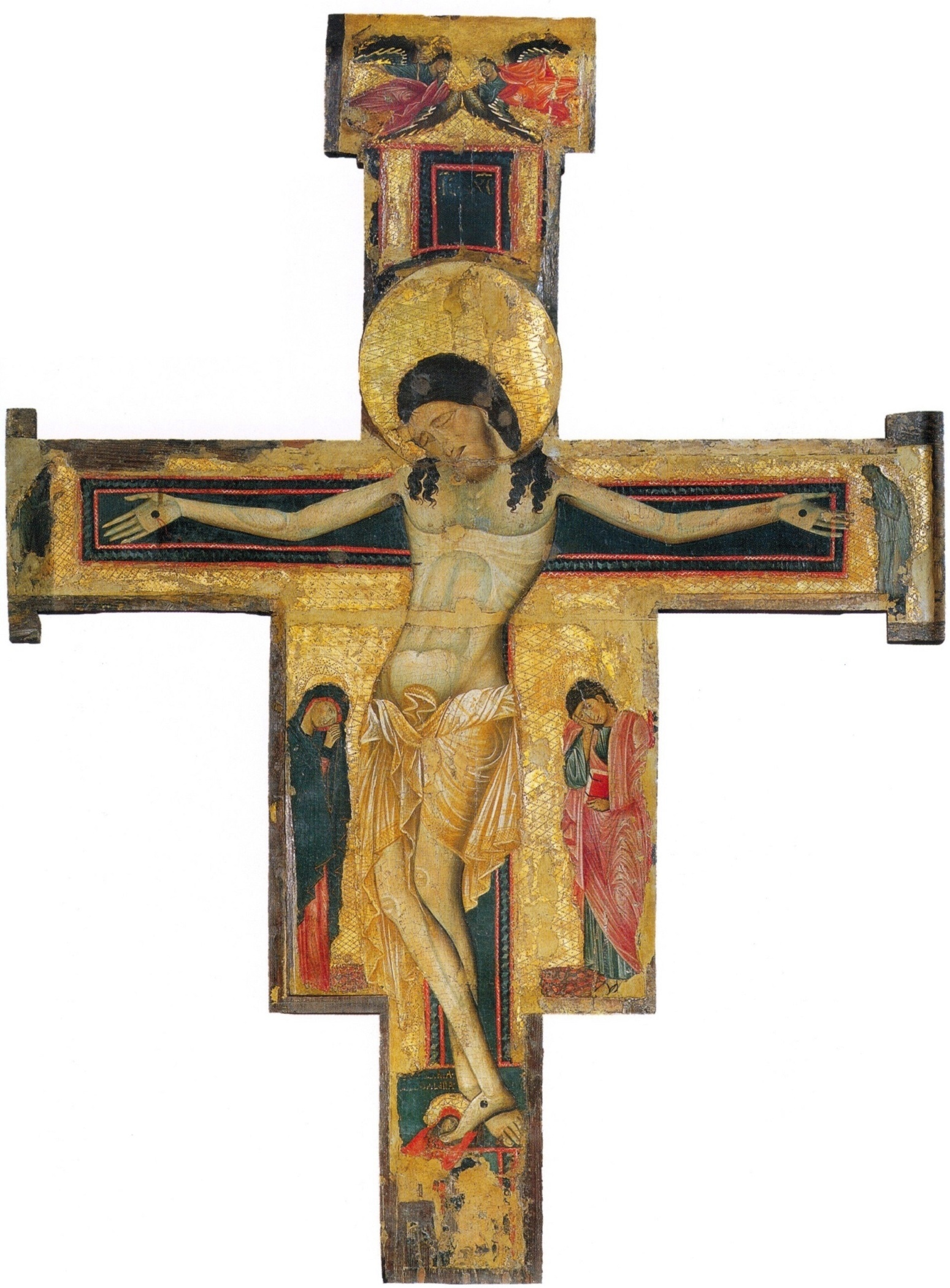
7. Микеле ди Бальдовино. Расписной крест. Вторая пол. 13в., Рильоне (Пиза), ц. святых Ипполита и Касьяна.

## Краткая библиография
- O. Siren. Maestri primitivi. Antichi dipinti nel Museo Civico di Pisa. // «Rassegna d’Arte», XIV, 1914.
- E. Sandberg Vavala. La croce dipinta italiana e l’iconografia della Passione. — Verona, 1929.
- E. B. Garrison. Italian Romanesque Panel Painting. An illustrated Index. — Florence, 1949.
- J. H. Stubblebine. A Crucifix for Santa Bona. // «Apollo», 301, 1987. — P. 160—165.
- A. Tartuferi. La Pittura a Firenze nel Duecento. — Firenze, 1990.
- M. Burresi, A. Caleca. Le croci dipinte. — Pisa, 1993.
- E. Carli. La pittura a Pisa dalle origini alla «bella maniera». — Pisa, 1994.
- M. Burresi, A. Caleca. Cimabue a Pisa. La Pittura Pisana del Duecento da Giuntа e Giotto. — Editore Pacini, 2005. — P. 79, 174—187.